# Izbišno
Izbišno är en förstörd befolkad plats i Bosnien och Hercegovina.   Den ligger i entiteten Republika Srpska, i den sydöstra delen av landet, 40 km sydost om huvudstaden Sarajevo. Izbišno ligger 698 meter över havet och antalet invånare är 103.
Terrängen runt Izbišno är huvudsakligen kuperad, men söderut är den bergig. Izbišno ligger nere i en dal. Närmaste större samhälle är Foča, 14,3 km öster om Izbišno. 
I omgivningarna runt Izbišno växer i huvudsak blandskog. Runt Izbišno är det ganska tätbefolkat, med 67 invånare per kvadratkilometer.